# Eucereon stellifera
Eucereon stellifera là một loài bướm đêm thuộc phân họ Arctiinae, họ Erebidae.